# ArcelorMittal Brasil
ArcelorMittal Brasil é uma subsidiária brasileira da multinacional siderúrgica ArcelorMittal, com sede em Luxemburgo. A empresa tem sede em Belo Horizonte e possui seu escritório em São Paulo.

## História
Em 1921, a ARBED de Luxemburgo comprou a Companhia Siderúrgica Mineira, que logo mais tarde se transformaria em Companhia Siderúrgica Belgo-Mineira.
Em 1998, a francesa Usinor comprou a participação nas empresas Acesita e CST, ambos privatizados pelo governo em 1992. Por isso marcou a entrada da Usinor no mercado brasileiro.
Em 2000, a Usinor investiu uma fábrica de galvanização em São Francisco do Sul em Santa Catarina, um empreendimento chamado Vega do Sul.
Em 2002, a Usinor se fundiu com a ARBED e com a espanhola Aceralia para formar a Arcelor.
Em 2004, a Arcelor inaugurou a unidade de galvanização em Santa Catarina, através da Vega do Sul. No mesmo ano, a Arcelor adquiriu as ações da CST que pertenciam a Companhia Vale do Rio Doce.
No ano seguinte, a Arcelor Brasil incorporou a Belgo-Mineira.
Em 2006, a Arcelor se fundiu com a indiana Mittal Steel, dando origem a ArcelorMittal.
Em 2007, ocorre as mudanças de nomes de suas filiais no Brasil e a OPA na bolsa de suas operações brasileiras.
Em 2011, a ArcelorMittal faz cisão de suas operações de aços inoxidáveis, originando o novo nome da empresa chamada Aperam.
Em 2017, em um acordo com o grupo Votorantim, adquiriu a Votorantim Siderurgia.
Em 2022, a ArcelorMittal adquiriu a Companhia Siderúrgica do Pecém, empreendimento no Ceará que pertencia em consórcio com a Vale e as sul-coreanas Dongkuk Steel e a Posco.

## Hub de Informações sobre produtos
A ArcelorMittal Brasil mantém o Portal Conexão ArcelorMittal, uma plataforma oficial com foco em conteúdos sobre aço, construção civil, indústria, sustentabilidade e inovação. O portal reúne informações técnicas, cases, notícias e iniciativas de impacto, funcionando como um hub de conhecimento do setor siderúrgico e de construção no país.